# Chuyến thăm Ukraina của Joe Biden 2023
Vào ngày 20 tháng 2 năm 2023, tổng thống Hoa Kỳ Joe Biden đã có chuyến thăm đến Kyiv, thủ đô của Ukraina. Đây là chuyến thăm đầu tiên của ông kể từ khi Nga xâm lược Ukraina vào năm 2022. Đồng thời, đây cũng là chuyến thăm đầu tiên của đương kiêm Tổng thống Hoa Kỳ đặt chân lên lãnh thổ của Ukraina kể từ khi Tổng thống Mỹ George W. Bush đến thăm đất nước này vào tháng 4 năm 2008 và là lần đầu tiên trong lịch sử hiện đại, một Tổng thống Hoa Kỳ đến thăm vùng chiến sự không do quân đội Hoa Kỳ kiểm soát kể từ khi Abraham Lincoln đến khảo sát tiền tuyến của cuộc nội chiến Hoa Kỳ. Cuộc gặp giữa hai nguyên thủ quốc gia kéo dài khoảng 5 giờ đồng hồ.

## Bối cảnh
Ngày 24 tháng 2 năm 2022, Nga đã bắt đầu cuộc xâm lược Ukraina và làm leo thang tình hình chiến tranh giữa Nga và Ukraina. Hoa Kỳ là một trong các quốc gia ủng hộ lớn nhất cho Ukraina trong suốt cuộc chiến khi cung cấp hơn 27 tỷ đô la Mỹ viện trợ cho đất nước này kể từ khi cuộc xâm lược bắt đầu. Kể từ lúc đó, chính quyền Joe Biden đã cố gắng né tránh về các chuyến thăm có thể xảy ra của tổng thống Hoa Kỳ tới Ukraina trong khi đang bị chiến tranh tàn phá. Trong chuyến thăm của Biden tới Ba Lan vào cuối tháng 3 năm 2022, Nhà Trắng tuyên bố sẽ không xem xét đến khả năng thăm một quốc gia châu Âu đang có chiến sự và áp dụng các biện pháp an ninh chưa từng có. Đồng thời, chính Joe Biden đã nói trong một cuộc phỏng vấn với CNN vào tháng 4 năm 2022 về việc không loại trừ khả năng đến thăm Ukraina.

## Chuyến thăm Ukraina

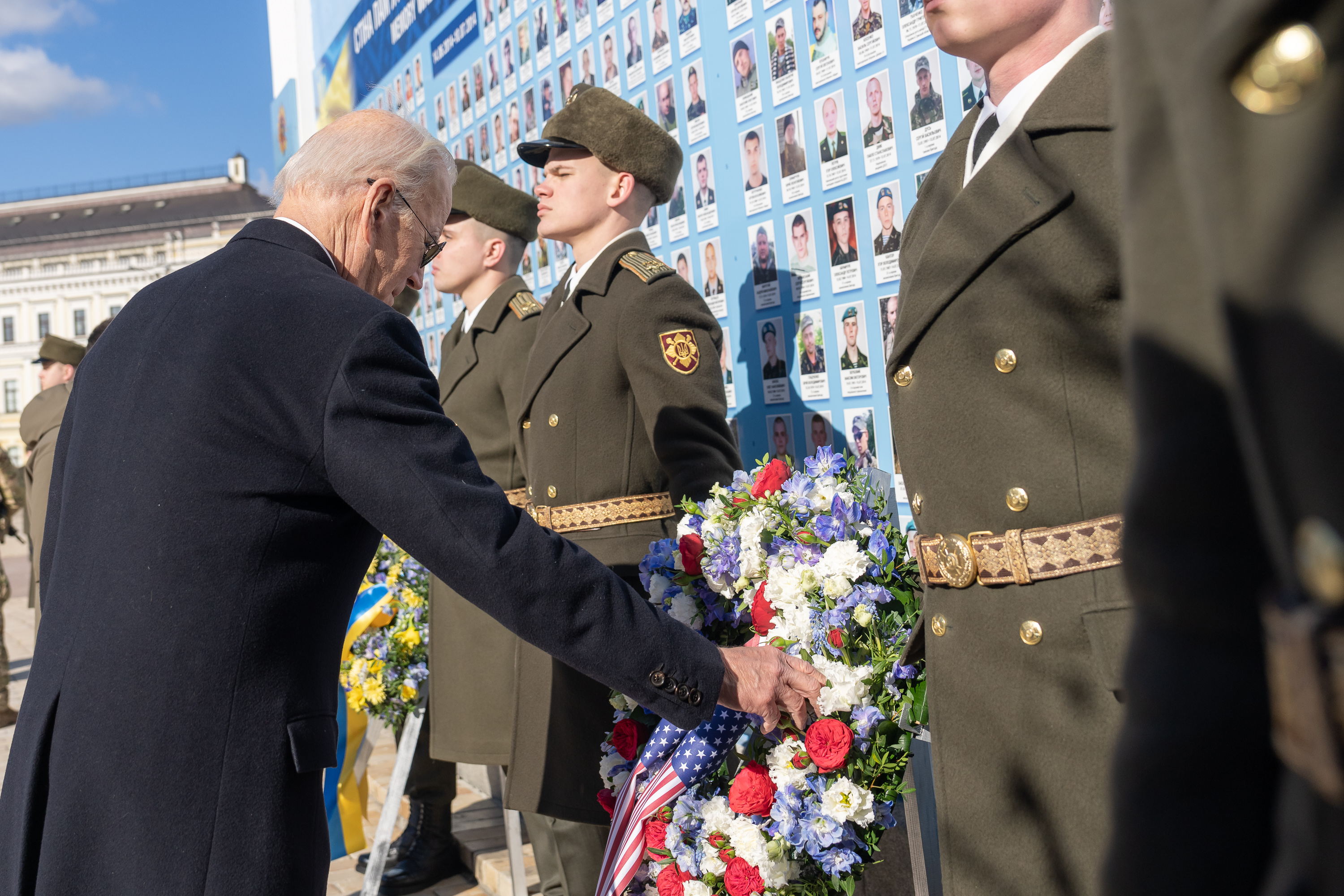
Joe Biden đến thăm Bức tường tưởng niệm những người lính Ukraine đã ngã xuống trong Chiến tranh Nga-Ukraine.

Vào ngày 19 tháng 2 năm 2023, ông Biden đã rời Nhà Trắng, đến Căn cứ chung Andrews để đáp chuyến bay đến Rzeszów, Ba Lan đi ngang Đức trên chiếc Boeing C-32 A có biển hiệu "SAM060". Khi đến Rzeszów, ông được di chuyển chuyển bằng ô tô đến Przemyśl và sau đó lên tàu đến Kyiv, phương thức mà nhiều nhà lãnh đạo thế giới đã đến thăm Kyiv kể từ khi bắt đầu cuộc xâm lược. Chính phủ Nga đã được thông báo trước chuyến thăm của Biden. Trong thời gian Biden ở Kyiv, ông được chở bằng một chiếc limousine màu đen chứ không phải xe bọc thép thông thường của tổng thống.
Trong chuyến thăm của mình, Biden đã gặp Volodymyr Zelenskyy, Tổng thống Ukraina, và Olena Zelenska, Đệ nhất phu nhân Ukrainea. Nhà Trắng đã đưa ra tuyên bố chuyến thăm tới một vùng chiến sự đang diễn ra là hoạt động chưa từng có vì Hoa Kỳ không có sự hiện diện quân sự ở Ukraina cũng như không có dấu ấn ngoại giao quan trọng ở Kyiv. Theo đài Australian Broadcasting Corporation, chuyến thăm này là "chuyến thăm đầu tiên trong lịch sử hiện đại bởi một nhà lãnh đạo Hoa Kỳ đến thăm một vùng chiến sự bên ngoài lá chắn của quân đội Hoa Kỳ".

### Họp báo giữa hai nguyên thủ

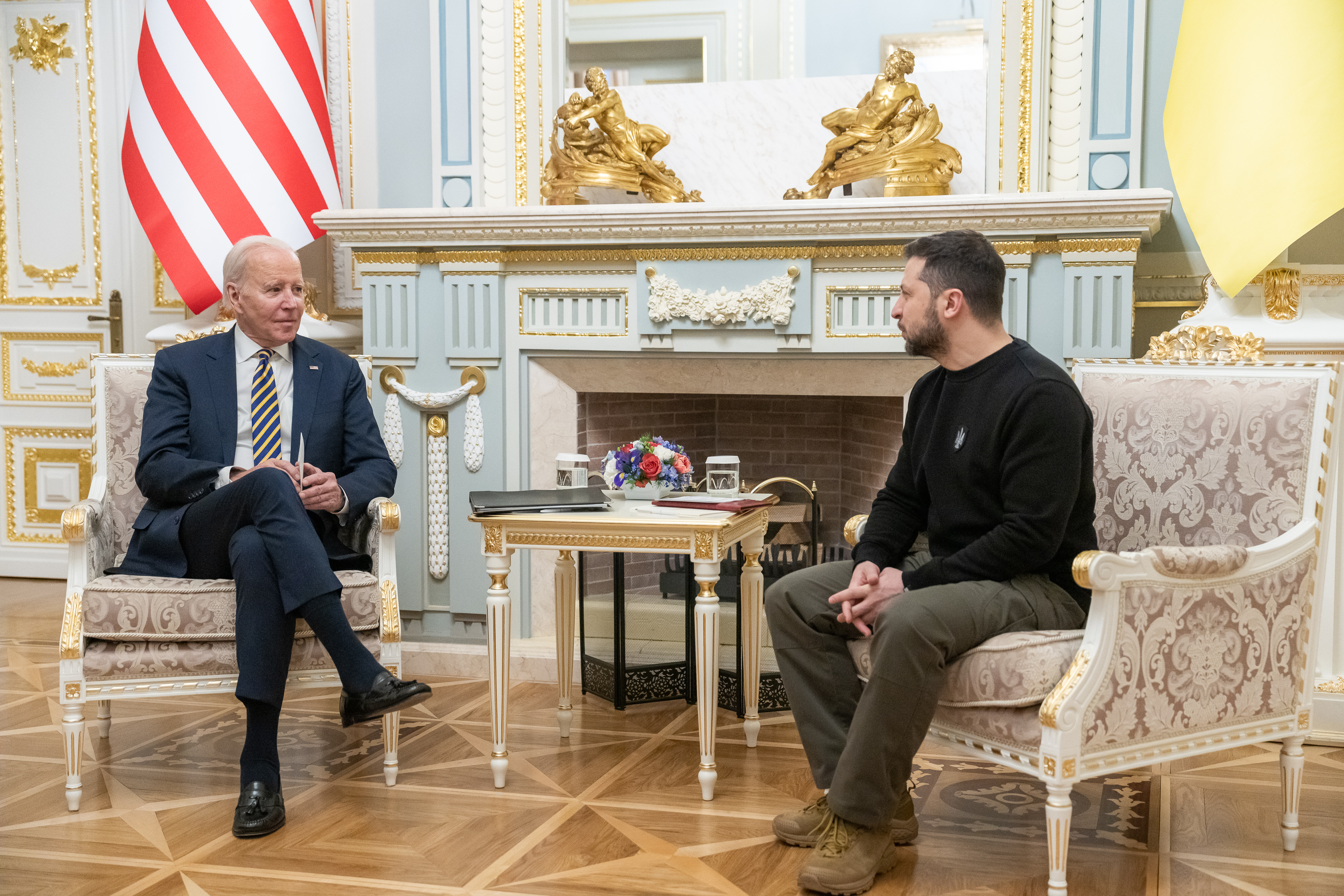
Tổng thống Biden và Tổng thống Zelenskyy gặp mặt nhau vào ngày 20 tháng 2 năm 2023.

Joe Biden, Tổng thống Hoa Kỳ, đã tổ chức một cuộc họp báo chung với Zelenskyy tại Cung điện Mariinskyi.
Ông cho rằng "Sau một năm, Kyiv đứng vững. Và Ukraina đứng vững. Nền dân chủ đứng vững. Người Mỹ sẽ sát cánh cùng các bạn và thế giới sát cánh cùng các bạn".

### Viện trợ quân sự
Hoa Kỳ đã công bố gói viện trợ quân sự bổ sung cho Ukraina với trị giá 500 triệu đô la Mỹ, bao gồm cả đạn dược cho hệ thống phóng tên lửa HIMARS.

## Phản ứng
Luke Harding của tờ báo The Guardian đã gọi chuyến thăm "được cho là quan trọng nhất mà bất kỳ tổng thống Mỹ nào thực hiện tới một quốc gia Châu Âu kể từ khi kết thúc chiến tranh Lạnh". Các Dân biểu Đảng Cộng hòa Hoa Kỳ bao gồm Andy Ogles, Marjorie Taylor Greene và Matt Gaetz đã đăng tải những lời chỉ trích của họ trên Twitter, trong khi các Đảng viên Đảng Dân chủ lại ca ngợi sự lãnh đạo của Biden và sự ủng hộ đối với Ukraina.

## Hình ảnh

Chuyến thăm Ukraine của Joe Biden 2023
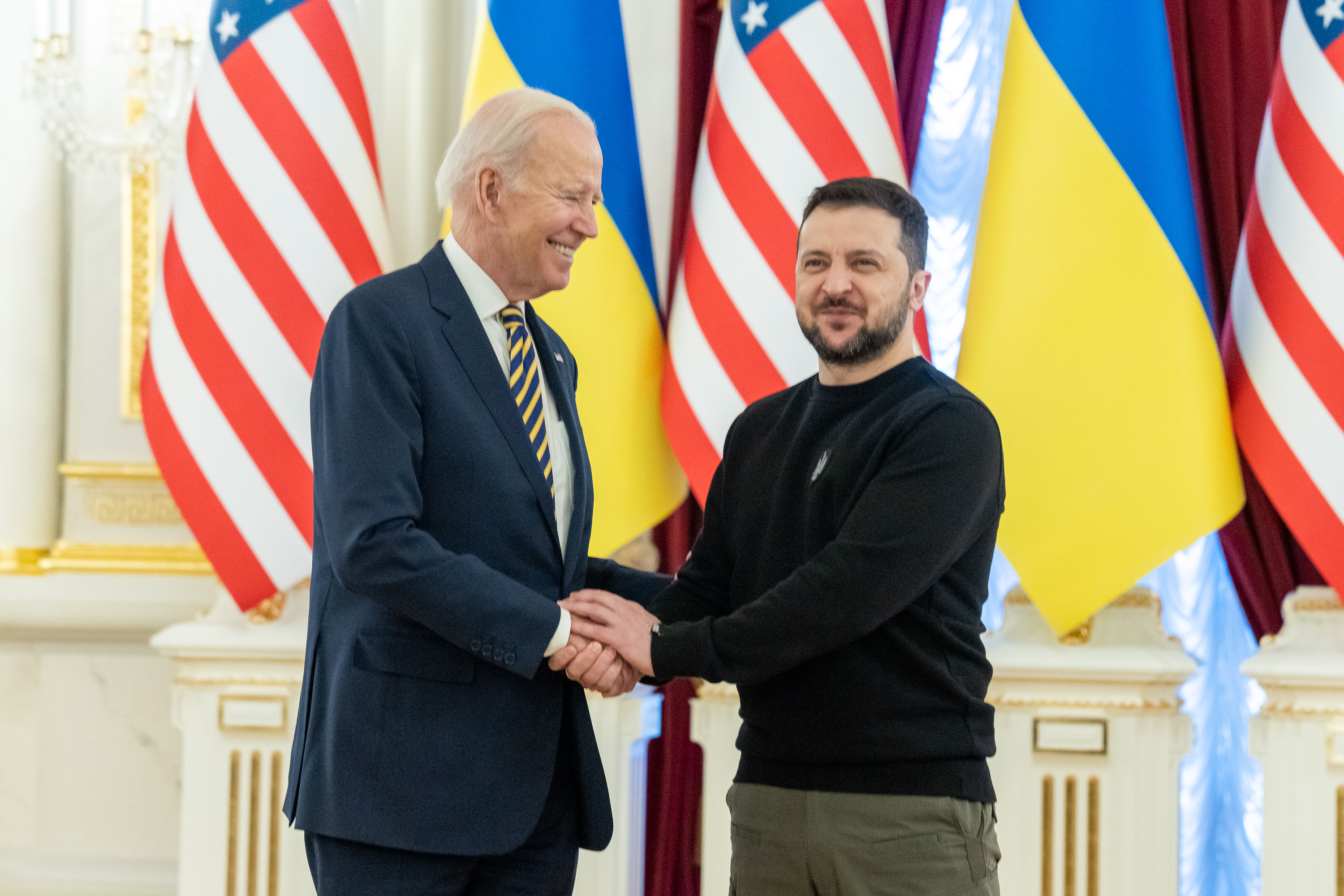
Biden gặp gỡ Zelenskyy
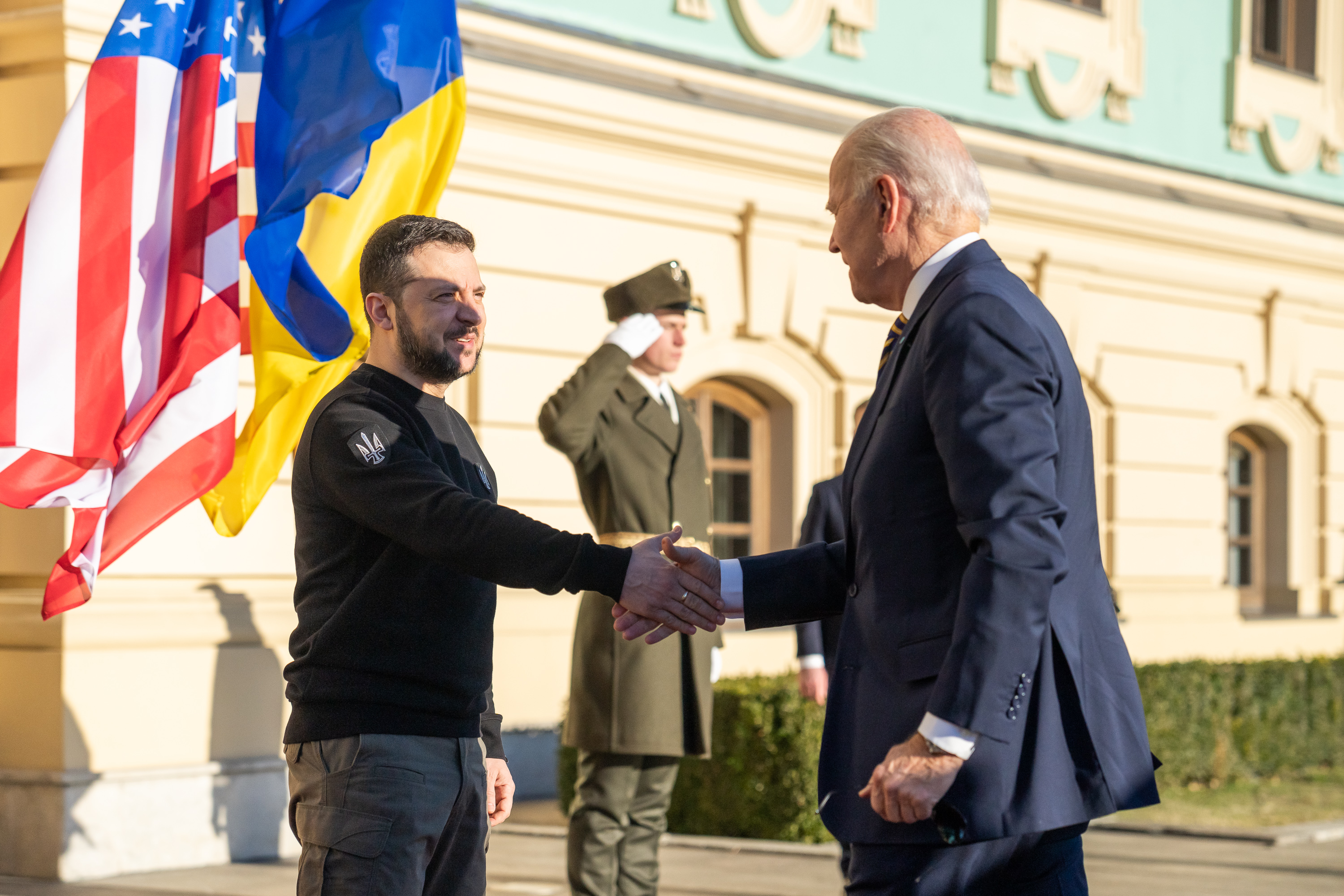
Zelenskyy tiếp Biden tại Kyiv
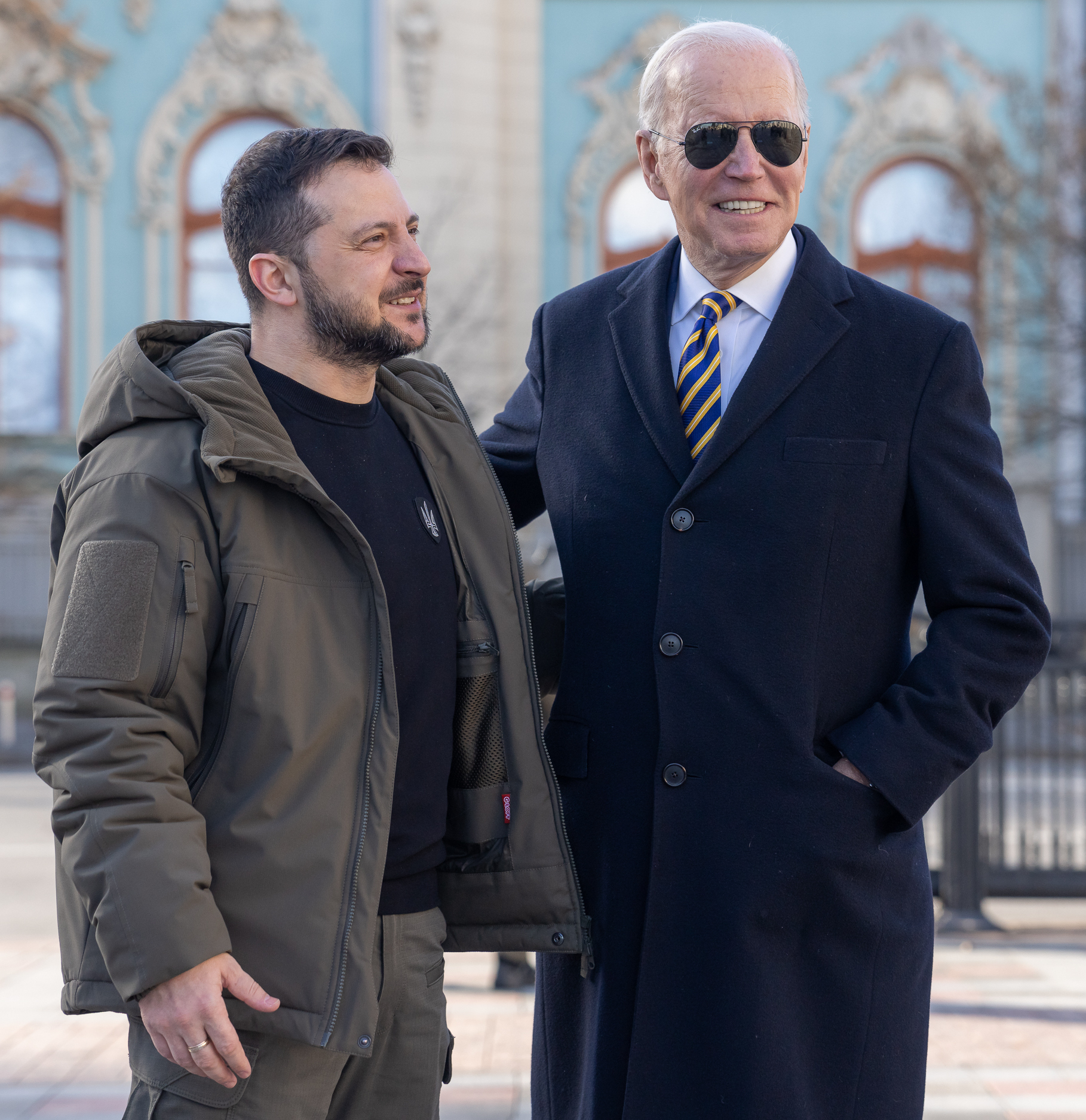
Biden và Zelenskyy tại Kyiv